# 堂本尚寛
堂本 尚寛（どうもと なおひろ、1989年7月23日 - ）は、日本の元陸上競技選手。専門は長距離走。身長：165cm、体重：50kg。佐久長聖高校、日本大学卒業。JR東日本ランニングチームに所属した。

## 略歴
静岡県沼津市出身。高校は長野県の佐久長聖高校に通う。3年時には、1学年下の村澤明伸(現日清食品グループ所属)や2学年下の大迫傑(現ナイキ・オレゴン・プロジェクト所属)など強力なチームメイトにも恵まれ、全国高校駅伝では仙台育英高校と優勝を争った。堂本はアンカー7区を担当し、先頭の仙台育英高校とほぼ同時の2位でタスキを受け、ゴール直前まで仙台育英高校の橋本隆光と優勝争いを演じたが、最後に競り負けてしまい同タイムでゴールしながらチーム史上初の優勝を逃してしまった。なお、佐久長聖高校悲願の全国高校駅伝初優勝は、翌年に村澤や大迫をはじめとする後輩たちが成し遂げている。
高校卒業後は日本大学に進学しチームの主力選手として活躍。1年時の第20回出雲駅伝（出雲全日本大学選抜駅伝競走）では1区を担当し、全体6位でタスキを渡す。チームとして区間上位者を出した結果、優勝を果たした。第85回箱根駅伝では1区を担当するも区間22位と大きく出遅れるが、2区のギタウ・ダニエルが区間2位の激走で箱根駅伝史上最多となる20人のごぼう抜きで一気に2位に浮上。チームは総合7位でシード権を獲得した。
翌年の2年時では第21回出雲駅伝で4区を担当。区間2位でチームを3位から2位へ押し上げ、5区で5位に落ち込むが、アンカーのダニエルが区間新を打ち出し、優勝。翌月11月に行われた第41回全日本大学駅伝においては3区を担当し、区間2位。続く4区のダニエルにタスキをつなぎ、その後も日本大学は高順位をマークし続けたまま優勝を果たした。出雲駅伝、大学駅伝を制し、史上3校目となる大学駅伝三冠達成に向けて臨んだ第86回箱根駅伝では3区を担当。2区のダニエルから2位でタスキを受けるが、区間9位に終わり、順位を3つ下げ5位に後退。チームは4区まで4位につけていたが、5区で区間最下位の大ブレーキで13位に急落し、復路でも巻き返すことができず総合15位で8年ぶりのシード落ちを喫した。また史上3校目の大学駅伝三冠達成はならなかった。
3年時の第87回箱根駅伝では1区を担当し、早稲田大学に進学した佐久長聖高校の後輩・大迫傑の飛び出しにただ1人反応し、鼻血を流しながらの激走で大迫に次ぐ区間2位で2区のガンドゥ・ベンジャミンにタスキをつないだ。堂本に続きベンジャミンも区間2位の好走で順調にスタートを切った日本大学であったが、残りの8区間の選手うち7人が区間順位19位以下と失速。最終的に総合20位に終わった。そして4年時に主将として挑んだ第88回箱根駅伝予選会で日本大学はまさかの予選落ち。関東学連選抜チームには予選会の成績がよかった後輩の佐藤佑輔と田村優宝が選出されたため、堂本は最後の箱根駅伝に出場することが出来なかった。
大学卒業後、JR東日本に入社。2015年には日本グランプリシリーズの1つに数えられる織田記念陸上競技大会5000ｍで村山紘太(旭化成所属)に次ぐ日本人2番手でゴールし8位入賞。同じく日本グランプリシリーズの1つである兵庫リレーカーニバル10000ｍでは、村山紘太の双子の兄である村山謙太(旭化成所属)に続き、織田記念と同様に日本人2番手でゴールし、4位入賞を果たした。同年6月にはアジア陸上競技選手権大会に5000ｍ日本代表として出場。上位3人が大会新記録をマークし、メダルにあと一歩及ばず4位という成績であったが、従来の大会新記録を上回る好走を見せた。。
翌2016年にはアジアクロスカントリー選手権大会に、日本代表として出場した。
2018年3月31日付で、JR東日本ランニングチームを退部、以降はJR東日本社員として業務に携わる。

## 主な成績
| 年     | 大会                                   | 種目(区間)        | 順位    | 記録          | 備考               |
| ------ | -------------------------------------- | ----------------- | ------- | ------------- | ------------------ |
| 2007年 | 第58回全国高校駅伝                     | 7区               | 区間2位 | 14分33秒      | 佐久長聖高校準優勝 |
| 2011年 | 第87回箱根駅伝                         | 1区               | 区間2位 | 1時間03分16秒 |                    |
| 2015年 | 第59回ニューイヤー駅伝                 | 3区               | 区間8位 | 39分10秒      |                    |
| 2015年 | 第49回織田記念陸上競技大会             | 5000ｍ            | 8位     | 13分32秒72    | 日本人2位          |
| 2015年 | 第63回兵庫リレーカーニバル             | 10000ｍ           | 4位     | 28分21秒00    | 日本人2位          |
| 2015年 | 第21回アジア陸上競技選手権大会         | 5000ｍ            | 4位     | 13分38秒98    | 大会新記録         |
| 2015年 | 第99回日本陸上競技選手権大会           | 10000ｍ           | 8位     | 28分52秒79    |                    |
| 2016年 | 第13回アジアクロスカントリー選手権大会 | シニア男子10.75km | 17位    | 37分53秒23    | 日本団体準優勝     |

### 大学三大駅伝戦績
| 学年               | 出雲大会                    | 全日本大学駅伝              | 箱根駅伝                          |
| ------------------ | --------------------------- | --------------------------- | --------------------------------- |
| 1年時 （2008年度） | 第20回 1区-区間6位 23分30秒 | 第40回 5区‐区間3位 34分55秒 | 第85回 1区‐区間22位 1時間06分34秒 |
| 2年時 （2009年度） | 第21回 4区ｰ区間2位 18分49秒 | 第41回 3区‐区間2位 28分10秒 | 第86回 3区‐区間5位 1時間04分24秒  |
| 3年時 （2010年度） | 第22回 ― - ― 出走なし       | 第42回 2区‐区間6位 38分23秒 | 第87回 1区‐区間2位 1時間03分16秒  |
| 4年時 （2011年度） | 第23回 ― - ― 出走なし       | 第43回 2区‐区間5位 38分50秒 | 第88回 ― - ― 出走なし             |